# 幸島
幸島（こうじま、こうしま）は、宮崎県串間市東部、石波海岸から400m沖合いにある島。周囲約4キロメートル、標高113m。野生のニホンザルが棲息することから猿島とも言われ、大分県の高崎山自然動物園と共に、ニホンザル地の研究で知られている。中でも海水でイモを洗うサルは非常に有名である。無人島であるが、島内には京都大学が霊長類を研究する幸島観察所が設けられており、研究員が常駐している。
渡航に際しては「幸島渡し」という渡船を利用するのが一般的である。石波海岸と幸島の間は海流によって砂が堆積しているために浅く、引き潮の時には歩いて渡れる場合があるが、島外にサルが逃げ出してしまう原因になるため、控えるべきである。
ライアル・ワトソンの作り話である「百匹目の猿現象」の舞台でもある。

## 読み
串間市の観光サイトや宮崎県では、「こうじま」としている。しかし京都大学野生動物研究センター附属 幸島観察所では、「こうしま」としており、幸島のサルについての学術論文（英文）においても「Koshima」としている。三戸サツヱもその著作において、「こうしま」としている。

## 幸島の自然
全島域が日南海岸国定公園に指定されている。

### 生物
幸島は自然が良好な状態で残されているため、野生動物が数多く棲息する。特に後述する野生猿生息地（天然記念物「幸島サル生息地」）としてよく知られる。その他動物ではタヌキ、野ウサギ、コウモリが棲息。鳥類ではウグイス、メジロなどのほか、クロサギ、イソヒヨドリなどの海鳥類も渡来する。

### 植生
植生面では黒潮による温暖な気候のために、亜熱帯植物が繁茂する。島内には亜熱帯、その他を含め78科、196種の植物が確認されている。対岸の石波の海岸樹林にも約250種の亜熱帯性植物群があり、「海岸および沙地植物群落の代表的なもの」として国の天然記念物に指定されている。

### 地質
沿岸は砂岩による地層（日南層）が取り巻いているため急峻な海崖が発達。海蝕、風蝕が激しいため、至る所に湾入した入り江が見られる。
2010年代に入ってから大きな台風の接近が少なくなったことなどから、砂の堆積が進んでいるため将来的に九州本土と陸続きとなるのではないかとの指摘もある。

## サルの生息
幸島は古くからサル（ニホンザル）が棲息していたといわれ、大正時代にも旧東北帝国大学などが調査を行っており、90頭の棲息が確認されている。なぜ、人里離れた小島に野生猿が棲息していたかは不明であるが、人為的に持ち込まれたという説が有力視されている。その中で最も有名なのが、平家の落人が小島に隠棲した際に猿を神使として飼い始めたというものであるが、伝承の域を出ない。もっとも、後のサル研究の中では本土との行き来が少数例ながら観察されているので、自然分布の可能性もある。地元では幸島のサルを「和子様（わこさま）」と呼び、神の使いと見做して大切にしてきた。
しかし、太平洋戦争後、米軍の統治下にあった頃、米軍司令官にペットとして献上するために子ザルが狩られてしまい、サルの個体数は激減した。後述する京都大学の研究員らがこの島を訪れたとき、個体数はわずか9頭しか確認できなかった（実際はもっと生存していたとも考えられるが、前述の理由から人間を恐れて山中に逃げ込み、隠れて出てこなかったと推測される）。

## サルの研究
本格的な研究を始めたのは京都大学の今西錦司と伊谷純一郎らその門下生たちで、戦後間もない1948年からだった。彼らは当初、都井岬で半野生化した岬馬（御崎馬）を対象とするため、調査に来ていた。幸島に野生猿が棲息していることを知ると、「馬では複雑な家族関係や社会が成り立っていない」ともの足りなく感じるようになり、 関心は幸島のニホンザルに向けられた。

### イモを洗うサル
そして、ここでの研究から「人間以外の動物にも文化がある 」という説が初めて出された。1952年（昭和27年）に野生ザルの餌付けに成功し、より綿密な観察が可能になった。1953年夏、研究に加勢していた三戸サツヱが芋を洗うサルを発見し、今西らに報告した。この「芋洗い行動」は最初、人間から芋をもらった1歳の雌の子猿が浜辺の小川で始め、海水に浸すことが好まれるようになり、さらにサルの血縁や群れの仲間に広がり、子や孫が受け継いだ。従来「文化は人間固有のものであり、動物にはない」と考えられていた。が、世代を超え伝わっていることは、「芋洗い行動」を文化であるとする根拠の一つとなっている。
島では与えた芋を洗う様子の観察会が開かれている。また、多くのサルが芋2つを両手に持って走る様子が撮影され、一時的にではあるがニホンザルが自然に二足歩行することが知られるようになった。
サル一匹ずつに全て名前を付ける（個体識別法）、親子・兄弟関係を記録し家系図を作るといった手法は三戸サツヱによって開発され、京都・岩田山のニホンザルや、アフリカでのチンパンジーなど他所の研究でも広く取り入れられるようになった。
霊長類研究（サル学）が欧米人ではなく、京都大学を中心とした日本人によってリードされた理由の一つに、宗教観の違いが挙げられている。キリスト教では人間は動物の頂点に立つ存在で、人間と他の動物の間には厳然とした壁がある。「動物にも文化がある」という考え方は、人間も動物の仲間の一つと考える仏教の世界観のほうが受け入れやすかったといえよう。
現在、幸島のサル及び生息地は「幸島サル生息地」として国の天然記念物に指定されており、文化財保護法によって保護されている。

### 百匹目の猿との関係
幸島はライアル・ワトソンの作り話である「百匹目の猿現象」の舞台である。この架空話は1996年に船井幸雄が紹介してから日本でも広まったが、21世紀に入ってからは完全に否定されている。串間市によって幸島を望む石波海岸に2004年に建てられた「百匹目の猿現象発祥の地」の石碑は、2013年に目立たない別の場所に移設された。

## 島外へのサル逃亡の懸念
先述のように砂の堆積により本土と陸続きになるおそれが指摘されており、島外での農作物被害、観光客とのトラブル、野生猿の研究への影響などが懸念されている。干潮時にはほぼ地続きになっていることから、2017年（平成29年）4月から串間市教育委員会が対岸にサル対策の監視員を配置している。

## 観光・交通アクセス
交通手段は、石波海岸から観光用の渡船が出ており、上陸は可能。だが前述の研究施設が設けられているのみで、観光施設は一切存在しない。自然教育、エコツーリズムなど純粋な自然探勝目的で訪れるのが望ましい。なお、対岸の石波海岸には、幸島を望む展望地に「フィールドミュージアム幸島パーク」という観光公園が設置されている。この公園内にはイモ洗い猿を象ったモニュメントがある。